# République syrienne (1930-1958)
Pour les articles homonymes, voir République syrienne.
Ne doit pas être confondu avec République arabe syrienne.
1930–1958
Entités précédentes :
- État de Syrie

Entités suivantes :
- État du Hatay (1938)
- République arabe unie (1958)

La République syrienne (en arabe : الجمهورية السورية / al-jumhūriyya as-sūriyya) est le nom donné à la période de l'histoire de la Syrie de 1930 à 1958. La Première République est instituée en 1930 et administrée par la France en vertu d'un mandat de la Société des nations, avant que le pays ne devienne indépendant en 1946, et une nouvelle constitution est adoptée le 5 septembre 1950, marquant le début de la Deuxième République. En 1958, l'entrée en vigueur du traité d'union syro-égyptienne entraîna juridiquement la disparition de la République par fusion avec l'Égypte en République arabe unie. Elle serait recréée sous le nom de République arabe syrienne en 1961, faisant rentrer en vigueur pour la troisième fois la Constitution du 5 septembre 1950 jusqu'en 1964.

## Histoire

### De la formation de la République syrienne à l'indépendance
En France, l'arrivée au pouvoir du Front populaire en 1936 rend possible l'envoi à Paris d'une délégation nationaliste. Les négociations entre le gouvernement français et les nationalistes se concluent le 22 décembre sur un traité d'indépendance (accord Viénot) de la Syrie dans un délai de cinq ans en échange de divers avantages politiques, économiques et militaires.
Le traité a été ratifié par le parlement syrien à l'unanimité, mais ne passera pas devant le parlement français, le gouvernement prévoyait déjà un rejet du Sénat. Le traité est définitivement enterré en 1938 devant l'imminence d'une guerre contre l'Allemagne.
En 1939, pour s'assurer de la neutralité de la Turquie dans cette guerre, les Français cèdent le Sandjak d'Alexandrette au gouvernement kémaliste.
Le 8 juin 1941, le général Catroux, chef des Forces françaises libres (FFL) en Orient proclame solennellement l'indépendance de la Syrie et du Liban, ainsi que la fin du mandat au Levant.
Mais le pays reste encore dans les faits, sous domination française.
La Seconde Guerre mondiale a été catastrophique pour l'autorité de la France, non seulement par sa défaite contre l'Allemagne mais aussi par les combats qui opposaient les vichystes et gaullistes en Syrie même. Cette perte d'autorité est significative dans les bastions régionaux, pourtant réputés pro-français.
En juin 1941, les Britanniques et les Français libres entrent en Syrie et au Liban et, après une violente campagne militaire, concluent un armistice avec les troupes françaises. Cet armistice a été conclu entre le général Henri Dentz, délégué de Vichy au Levant et les autorités anglaises, en présence du général Catroux. Avec l'aide britannique, les deux territoires passent sous le contrôle des Forces françaises libres (FFL) et le Haut-commissariat devient par la même occasion la délégation générale de la France libre au Proche-Orient. La même année, de Gaulle déclare : « La France a le devoir et la possibilité d'établir ces États dans leur indépendance. »
En 1945, l'affrontement entre Français et Syriens est proche. Le Baath a créé des équipes de "Jihad nationale" dont le rôle est de mobiliser les bases populaires contre l'autorité française[réf. nécessaire]. Le 29 mai 1945, après dix jours de manifestations et d'insurrection dans les grandes villes du pays, les Français, sur ordre du général Oliva-Roget bombardent Damas pendant 36 heures. Les morts et les blessés se comptent par centaines. Une partie de la ville est détruite par ce bombardement dont le Parlement syrien.
La Grande-Bretagne demande l'arrêt des combats et intervient le 1er juin pour faire cesser la répression. Durant le mois de juillet, le commandement des troupes spéciales passe aux mains des Syriens, et neuf mois plus tard, le 17 avril 1946, le dernier soldat étranger quitte la Syrie.
Les archives du Haut-commissariat (cabinet politique, secrétaire général, bureau diplomatique, services de renseignements et de la presse, archives de souveraineté) ont toutes été rapatriées vers Paris. Mais les dossiers des délégations et des différents services administratifs (comme la justice, l'agriculture, les postes et télégraphes) ont été laissés sur place.

### Les débuts de la République syrienne indépendante
La Syrie est un pays surtout agricole bien qu'elle tire des bénéfices de son rôle de transit pour le pétrole irakien, par l'oléoduc de Kirkouk à la Méditerranée, puis saoudien par l'oléoduc trans-arabe à partir de 1951.
Elle est gouvernée par un régime parlementaire. Le président Quwwatli se fait réélire en 1947 au terme de son mandat. Le parlement se divise alors en deux blocs partisans, le parti national favorable au Président, et le parti du peuple, plus proche d'une lecture libérale de la constitution. L'agenda des premières années (1946-1948) modifie le visage de la Syrie. C'est ce régime qui fait face à la guerre de 1948 contre Israël
Le 30 mars 1949, Housni al-Zaïm accomplit un coup d'État et destitue Choukri al-Kouatli, alors président de la république. Le 14 août 1949, Sami al-Hinnaoui renverse Housni al-Zaïm et le fait exécuter. Le 15 août 1949, Hachem al-Atassi est nommé chef de l'État. En décembre 1949, Adib Chichakli renverse Sami al-Hinnaoui. Le 3 décembre 1951, Hachem al-Atassi démissionne de son poste et fut remplacé par Faouzi Selou. Le 11 juillet 1953, Faouzi Selou est démis de ses fonctions par Adib Chichakli qui devint président. Le 25 février 1954, Adib Chichakli est victime d'un coup d'État qui rétablit Hachem al-Atassi. En septembre 1955, ce dernier démissionne pour raisons de santé et des élections libres sont organisées. Choukri al-Kouatli est alors élu président.
Après la Seconde Guerre mondiale, plusieurs criminels de guerre nazis sont accueillis par la Syrie, comme Aloïs Brunner, Gustav Wagner, Franz Stangl et Franz Rademacher. Les deux derniers partent après la guerre israélo-arabe de 1948 pour l'Amérique du Sud.

### Coups d'État

#### Premier coup d'État

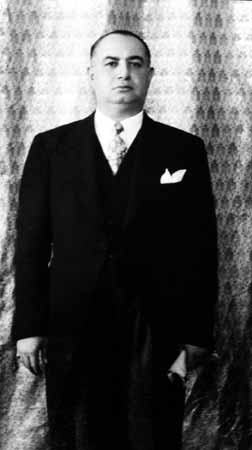
Housni al-Zaïm.

Après la guerre israélo-arabe de 1948, le colonel Housni al-Zaïm procède à un coup d'État en mars 1949, mettant fin au système parlementaire syrien. Zaïm emprisonne brièvement Choukri al-Kouatli avant que ce dernier parte en Égypte. Certains avancent comme une des causes de ce coup d'État la volonté de Zaïm d'empêcher une enquête sur un détournement de fonds dans l'armée syrienne suspecté par Kouatli qui constate la mauvaise qualité de la nourriture lors d'une visite à un poste de l'armée.
Pour son coup d'État, Zaïm aurait reçu une aide discrète de l'ambassade américaine[réf. nécessaire]. On pense aussi qu'il a été aidé par le Parti social nationaliste syrien, même si lui-même n'était pas membre du parti.
Le coup d'État de Zaïm est le premier coup d'État qu'ait connu la Syrie et le monde arabe.
Zaïm n'a pas utilisé de méthode violente pour s'imposer dans le pays, il n'a pas recours aux exécutions des opposants politiques et il y a peu d'arrestations d'opposants, mais, malgré cela, il s'est rapidement fait beaucoup d'ennemis.
Sa proposition de donner le droit de vote aux femmes et de les faire dévoiler a soulevé une vive opposition parmi les responsables religieux musulmans. Sa décision d'augmenter les taxes a déçu beaucoup d'hommes d'affaires, et sa volonté de signer un traité de paix avec Israël et de participer à la construction d'un pipeline avec une compagnie américaine a irrité beaucoup de nationalistes arabes.
Après la fuite du dirigeant et fondateur du Parti social nationaliste syrien (PSNS), Antoun Saadé du Liban, Zaïm lui offre l'asile en le promettant de le protéger. Mais Zaïm trahit sa promesse et livre Antoun Saadé aux autorités libanaises, et après un bref jugement, il est exécuté le 8 juillet 1949.

#### Deuxième coup d'État

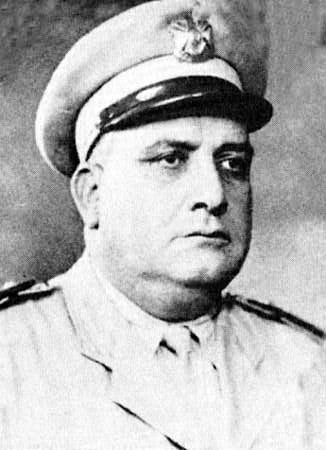
Sami al-Hinnaoui.

Après sa trahison, Zaïm est lui-même victime d'un coup d'État en août 1949 lorsque le colonel Sami al-Hinnaoui, membre du PSNS, arrête le colonel Zaïm et le fait exécuter. La femme de Saadé reçoit une lettre de Hinnaoui lui indiquant que la mort de son mari a été vengée. Sami al-Hinnaoui l'a fait à la suite de l'exécution du président-fondateur du Parti social nationaliste syrien Antoun Saadé que Zaïm devait protéger.
C'est avec l'aide de membres du PSNS et d'Adib Chichakli que Hinnaoui procède au coup d'État. En tant que président il fait assassiner les membres du gouvernement qui sont responsables de la mort de Saadé, il fait exécuter Zaïm et son premier ministre Muhsen al-Barazi dans une prison de Damas.

#### Troisième coup d'État

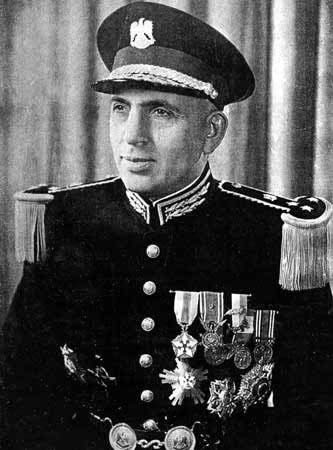
Adib Chichakli.

Al-Hinnawi est renversé en décembre 1949 par un troisième coup d'État, mené par Adib Chichakli. Celui-ci s'auto-proclame Président de la République en 1951, et dissout le Parlement la même année. Les États-Unis et le Royaume-Uni portent un intérêt considérable à Chichakli ; les Britanniques espèrent même l'amener à adhérer au Pacte de Bagdad. Les Américains lui offrent par ailleurs une aide considérable dans l’espoir qu’il signe un traité de paix avec Israël.
Mais en contrepartie, les États-Unis voudraient que le gouvernement syrien fasse des réfugiés palestiniens des Syriens à part entière : durant les négociations entre les États-Unis et la Syrie en 1952, le gouvernement américain va jusqu'à proposer 400 millions de dollars pour intégrer 500 000 Palestiniens dans les plaines fertiles de Djézireh.
Or certains partis politiques syriens — le Parti socialiste arabe d’Akram Hourani, ou encore le parti Baas de Michel Aflaq — s’en prennent violemment à cette proposition, qui représente pour eux la vente pure et simple du droit au retour des Palestiniens.
Avec l’alliance entre le Parti socialiste d’Hourani et le parti Baas d’Aflaq, le nouveau parti Baas arabe socialiste tente ainsi de renverser Chichakli en 1952. Devant l’agitation, celui-ci refuse l'accord avec les États-Unis.

#### Quatrième coup d'État
Le 25 février 1954, Adib Chichakli est renversé par une junte militaire et remplacé par le président de l'assemblée constitutionnelle Maamoun al-Kouzbari. Finalement, Hachem al-Atassi redevient président de la république. 

#### La période démocratique
Une période inédite s'ouvre en Syrie faite d'un large usage des libertés publiques et constitutionnelles. La polarisation des camps cependant instaure vite une instabilité chronique. Le 6 septembre 1955, il démissionne cependant pour raisons de santé. Des élections libres sont organisées et Choukri al-Kouatli est élu président de la République.

Drapeau de la République arabe unie.

La République arabe unie est créée le 1er février 1958, après les pressions effectuées par les militaires syriens inquiets de la menace communiste dans leur pays, et qui se tournent vers Nasser.